# Estavayer
Estavayer es una comuna suiza del cantón de Friburgo, capital del distrito de Broye.
Fue creada el 1 de enero de 2017 con la unión de las comunas de Bussy, Estavayer-le-Lac, Morens, Murist, Rueyres-les-Prés, Vernay y Vuissens.